# ソウル銅雀警察署
ソウル銅雀警察署（ソウルトンジャクけいさつしょ）は、ソウル地方警察庁所管の警察署である。

## 管轄区域
- 銅雀区

## 沿革
- 1966年7月11日 - 永登浦警察署から分割。鷺梁津警察署として開設。
- 1972年11月11日 - 南部警察署開設に伴い9派出所を移管。
- 1976年12月30日 - 冠岳警察署開設に伴い5派出所を移管。
- 2001年11月27日 - ソウル鷺梁津警察署に名称を改称。
- 2006年3月1日 - ソウル銅雀警察署に名称を改称。2派出所をソウル永登浦警察署へ移管。2派出所をソウル方背警察署から受入

## 管轄地区隊
- 鷺梁津地区隊
- ノドゥル地区隊
- 上道地区隊
- 南省地区隊
- 舎堂地区隊

## 管轄派出所
- 上道3派出所
- 大方派出所